# Gemeindebrief

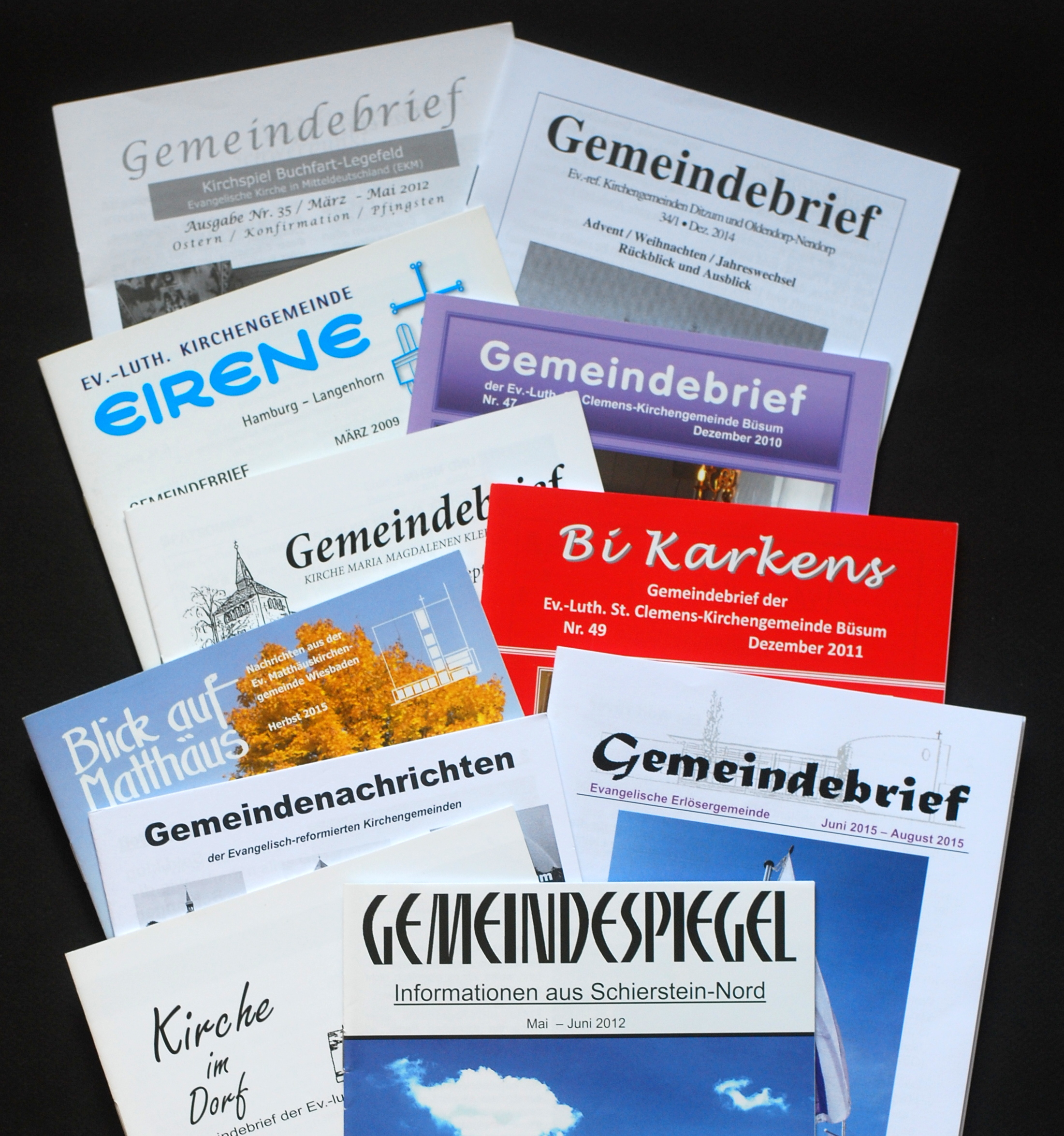
Evangelische Gemeindebriefe

Als Gemeindebrief, Gemeindebote oder Pfarrbrief bezeichnet man ein Heft, das in regelmäßigen Abständen von einer christlichen Gemeinde als Informationsmedium herausgegeben wird. Verbreitet ist diese Publikationsform in den meisten christlichen Gemeinden im deutschsprachigen Raum, sowohl in evangelischen als auch in anderen christlichen Gemeinden. Die vergleichbare Publikation römisch-katholischer Pfarrgemeinden wird meist Pfarrbrief genannt.
Der Gemeindebrief gilt als entscheidendes Printmedium in der Öffentlichkeitsarbeit der örtlichen Kirchengemeinden.

## Inhalt und Zielgruppe
Die Einleitung bildet meist ein Grußwort oder ein geistlicher Impuls des Pfarrers (Pastors) oder einer anderen leitenden Person. Anschließend werden Berichte oder Ankündigungen aus der Gemeindearbeit, den Gruppen und Kreisen veröffentlicht und Terminpläne, Veranstaltungskalender, Geburtstage, Geburten, Taufen, Todesfälle innerhalb der Gemeinde aufgeführt.
Zielgruppe des Gemeindebriefes sind näher- ebenso wie fernerstehende Gemeindeglieder, die über Gemeindeleben und Veranstaltungen informiert werden sollen, aber – insoweit der Gemeindebrief an alle Haushalte verteilt wird – auch interessierte Nichtmitglieder. Die schwerpunktmäßig avisierte Zielgruppe prägt die thematische und inhaltliche Gestaltung des Gemeindebriefes.
Die archivierte Sammlung von Gemeindebriefen kann darüber hinaus auch die kirchenrechtlich vorgeschriebene Funktion einer Gemeindechronik erfüllen.

## Druck und Verbreitung
Bei der Verbreitung der Zeitschrift gibt es verschiedene Vorgehensweisen. In den meisten Gemeinden wird der Gemeindebrief von ehrenamtlichen Helfern in die Briefkästen aller Haushalte im Gemeindebezirk verteilt, in einigen nur an die Mitglieder. Meist liegt der Gemeindebrief auch in der Kirche zum Mitnehmen aus sowie an anderen zentralen Orten wie etwa örtlichen Geschäften. In Einzelfällen wird er auch gegen einen freiwilligen Kostendeckungsbeitrag postalisch übersandt; dies insbesondere auch an auswärtig wohnende Gemeindeglieder.
80 % der Gemeindebriefe erscheinen im A5-Format, einige auch in A4 oder in Zwischengrößen. Farbige Ausgaben werden immer häufiger, scheitern aber in manchen Kirchengemeinden an der Finanzierung. Diese wird in vielen Gemeinden durch Anzeigen meist lokaler Firmen oder durch Spenden bestritten.
Üblich ist eine Erscheinungsweise im Quartals-Rhythmus, in einigen Gemeinden auch zweimonatlich; selten auch monatlich oder halbjährlich. Bei geringer Stückzahl wird das Heft im Digitaldruckverfahren oder mittels Kopiergeräten hergestellt, bei höheren Auflagen lohnt sich oft eine Herstellung im qualitativ hochwertigeren Offsetdruck. Herausgeber kann der Pfarrer oder Pfarrgemeinderat sein; Verantwortlicher im Sinne des Presserechts kann ebenfalls der Pfarrer bzw. Pastor oder aber der Vorsitzende des Pfarrgemeinderats sein. Planung, Layout und technische Gestaltung liegen meist in der Hand eines überwiegend aus Ehrenamtlichen bestehenden Redaktionsteams. Das Layout wird häufig nicht mehr mit Textverarbeitungsprogrammen, sondern mit professionellen Layoutprogrammen gemacht. Der Seitenumfang der Gemeindebriefe ist sehr vielfältig und reicht vom simplen Faltblatt bis hin zur umfangreichen Broschüre.
Die evangelische Zeitschrift Gemeindebrief – Magazin für Öffentlichkeitsarbeit dient vielen Redakteuren als hilfreiche Vorlage. Eine beiliegende CD-ROM und die Bild- und Textdatenbank unterstützen dabei die Arbeit in grafischer Hinsicht. Für katholische Gemeinden gibt es den Pfarrbriefservice. Mit Gemeindebrief TV gibt es auch eine Fernsehserie mit Tipps und Hinweisen zum Einstieg in die Gemeindebriefgestaltung im Fernsehprogramm von Bibel TV.
In den letzten Jahren werden von benachbarten Pfarreien auch oft Gemeindebriefe gemeinsam herausgegeben. So wurde es vielerorts möglich, eine bessere Qualität und Kosteneinsparung zu erreichen.

## Verwandte und alternative Publikationsformen
Die Frage nach der Herausgabe eines Gemeindebriefs ist von der Auswahl des beabsichtigten Inhalts, der Aktualität, der Erscheinungsweise und der anvisierten Zielgruppe abhängig. Es haben sich neben der klassischen Heftform weitere Publikationsformen herausgebildet.
- Termine und Veranstaltungen werden oft als Abkündigungen, Vermeldungen oder Proklamandum im Gottesdienst oder an zentraler Stelle schriftlich (z. B. Schwarzes Brett) bekannt gegeben.
- Bei mehrmonatigen Erscheinungsintervallen wird der Gemeindebrief oft durch ein wöchentliches bis maximal monatliches Faltblatt ergänzt, das neben Termin- und Veranstaltungshinweisen die wichtigsten Ansprechpartner und Adressen (beispielsweise von Hauskreisen) enthält, manchmal aber auch ein kurzes Grußwort
- Einige Gemeinden gehen jedoch zunehmend dazu über, solche Informationen nur noch im Internet bereitzustellen, teilweise mit Anmeldebereich für interne Informationen.
- Viele Kirchen nutzen trotz des gedruckten Gemeindebriefs das Internet als ergänzendes Informationsmedium. Dabei wird oft zwischen Informationen unterschieden, die nur von internem Interesse sind, diese stehen meist nur im Gemeindebrief, und solchen, die eine erweiterte Zielgruppe ansprechen sollen und deshalb zusätzlich oder ausschließlich im Internet verbreitet werden. Dies hat auch datenschutzrechtliche Gründe.
- Manche Pfarren kooperieren inhaltlich mit den Nachbargemeinden oder geben gemeinsame Gemeindebriefe heraus. Zu besonderen Veranstaltungen werden oft auch Kurzmitteilungen in der regionalen Kirchenzeitung publiziert.